# Hammarland
Hammarland är en kommun i landskapet Åland i Finland. Kommunen har drygt 1 600 invånare och en yta på 1 224,3 km², varav 1 084,0 km² är vatten.

Ålands kommuner

## Geografi
Hammarland gränsar till följande kommuner, i väster till Eckerö, i nordost till Geta, i öster till Finström och i söder till Jomala. Kommunens centrum ligger i Kattby.
Kommunen omfattar följande byar:
- Boda
- Bovik
- Bredbolstad, Byttböle, Djäkenböle, Drygsböle, Frebbenby, Hellesby, Kråkböle
- Kattby, Lillbolstad, Mörby, Näfsby, Postad
- Skarpnåtö, Strömma
- Torp: Bondtorp, Mellantorp, Samuelstorp, Östanträsk
- Västmyra, Äppelö, Öra

Öar och vattenområden:
- Borgö, Svartnö, Sälskär, Skråbjörkö (tillhör administrativt Geta), Öra
- Finbofjärden, Ivarskärsfjärden, Marsund, Klobba, Vargsundet

## Sevärdheter
- S:ta Catharina kyrka, en stenkyrka från sent 1200-tal.[4]
- Sålis batteri, ett ryskt befästningsverk som användes vid Godbyslaget 1918.[5]
- Skarpnåtö hemgård, ett gårdsmuseum med byggnader från 1700-talet.
- Märket, ett skär med Märkets fyr – Ålands enda landgräns mot Sverige.
- Sälskärs fyr, byggd 1868 och automatiserad 1948.
- Ålands brandkårsmuseum.[6]

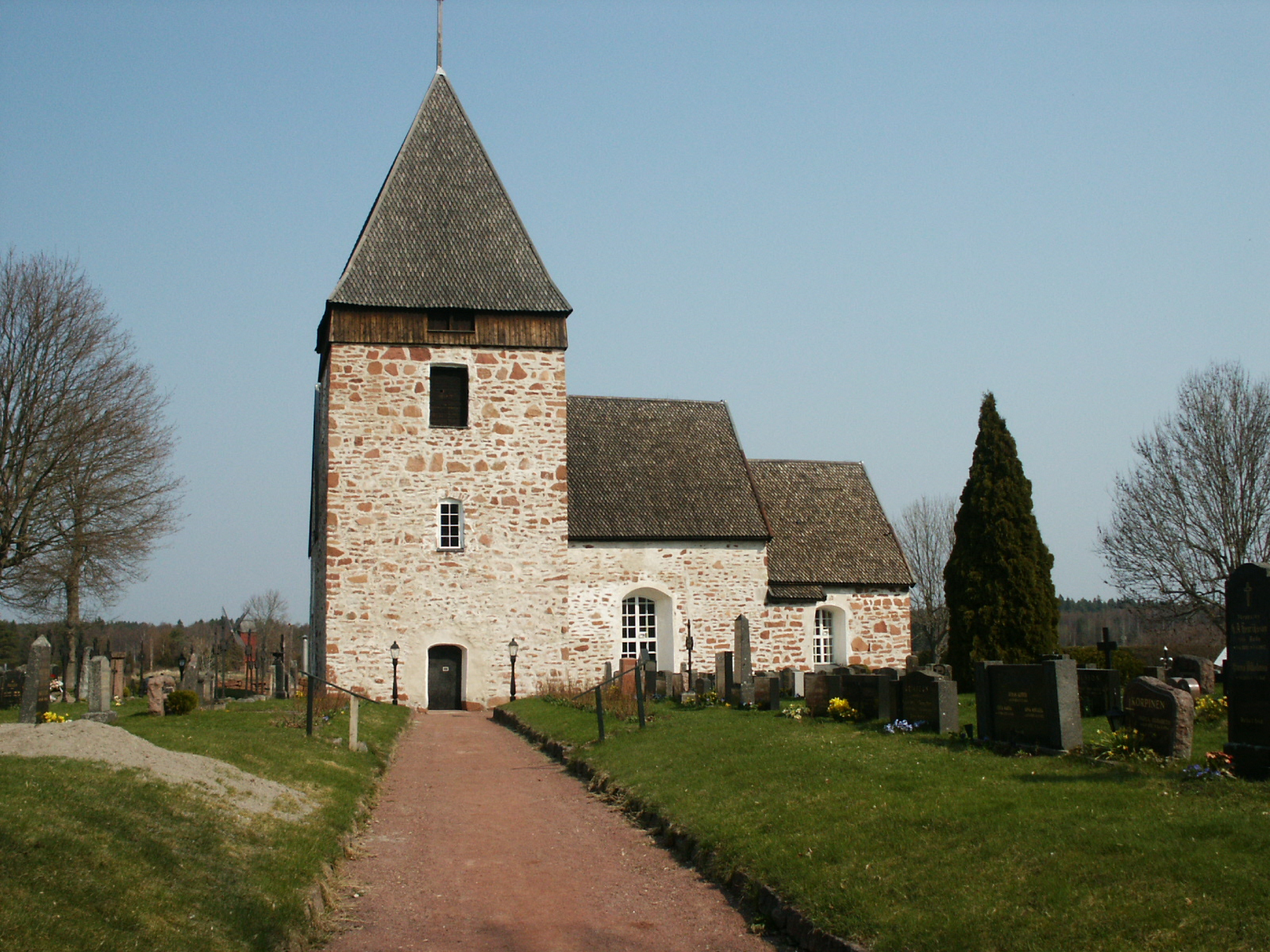
Hammarlands kyrka
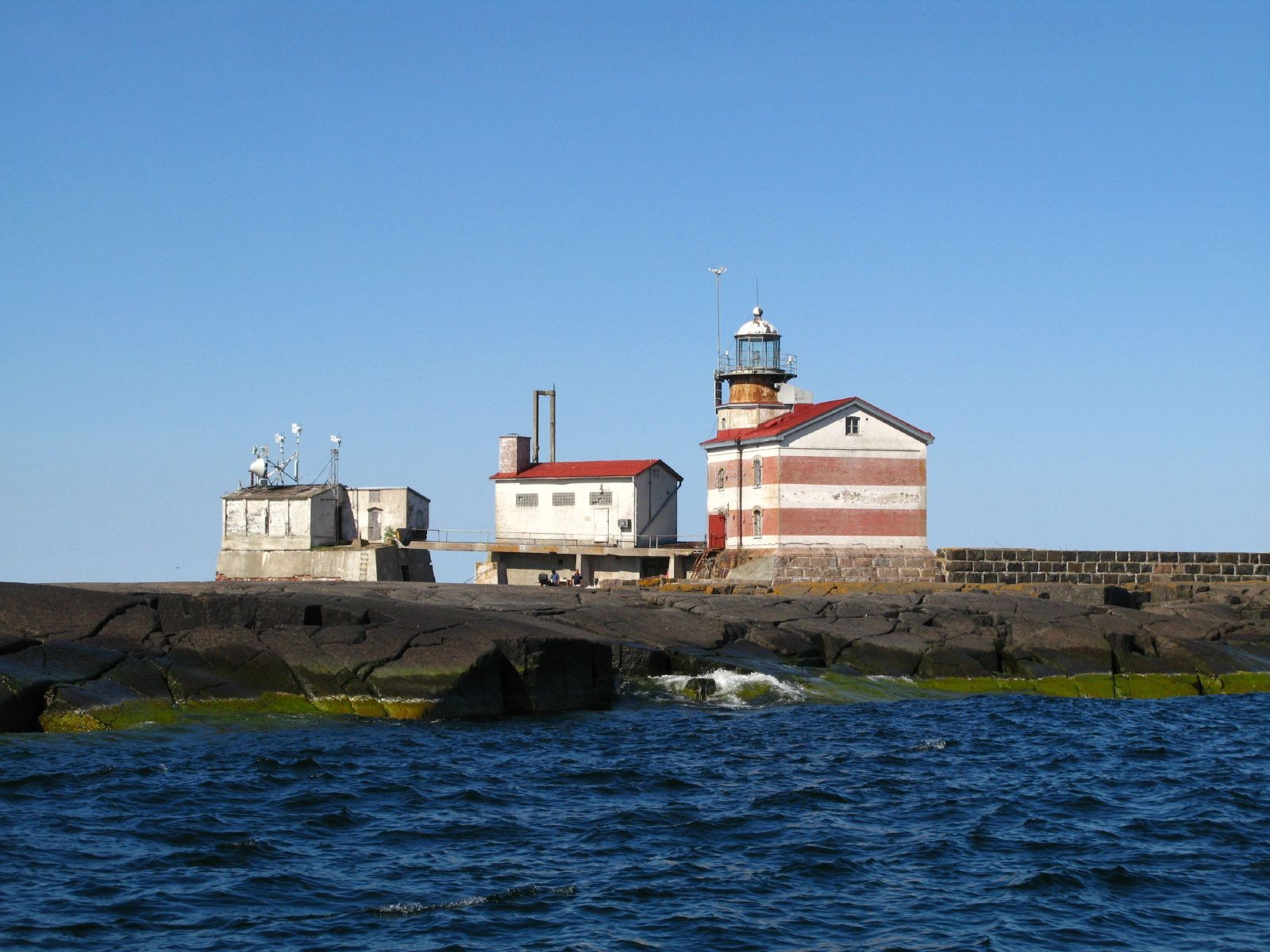
Märkets fyr
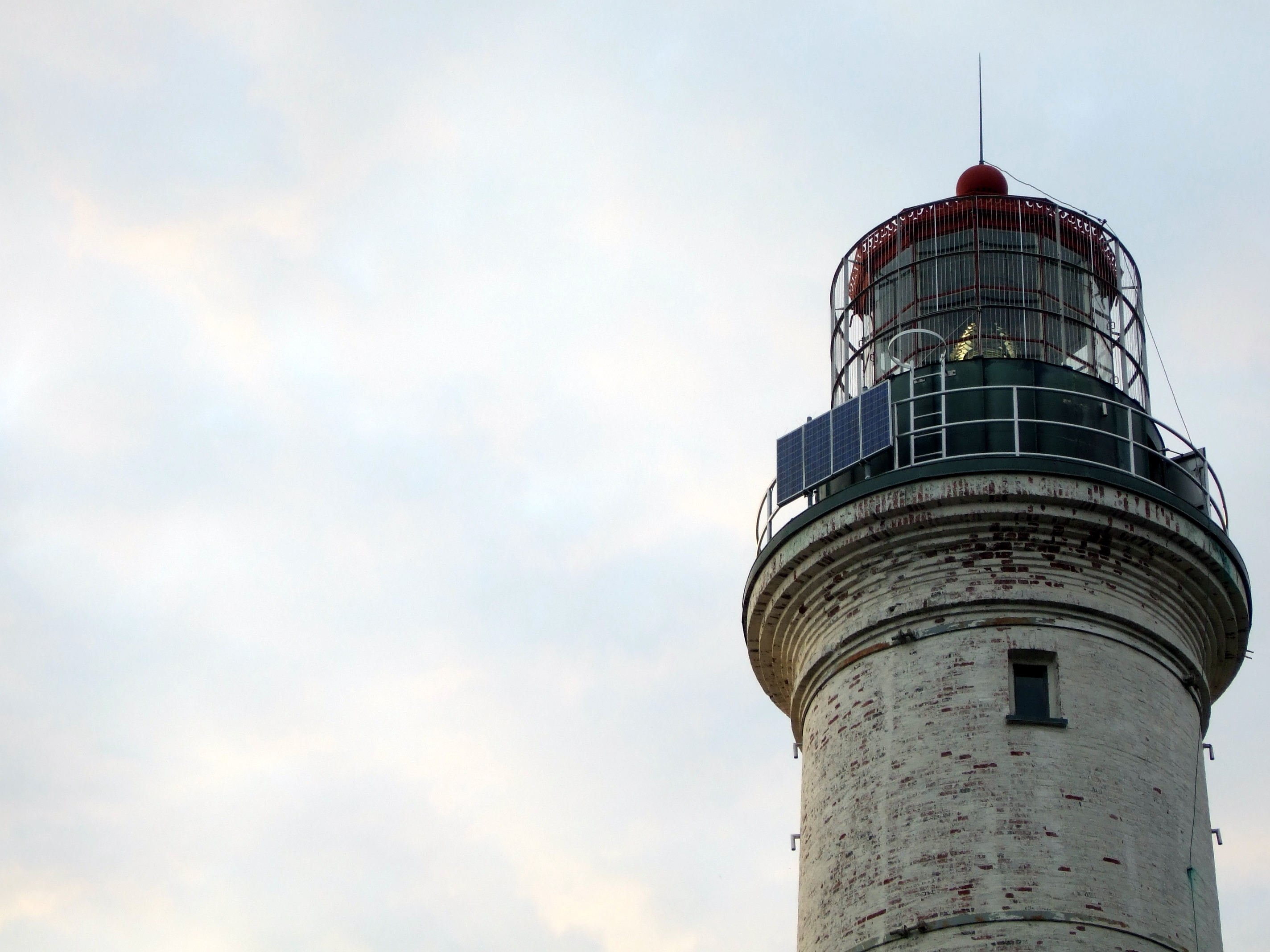
Sälskärs fyr
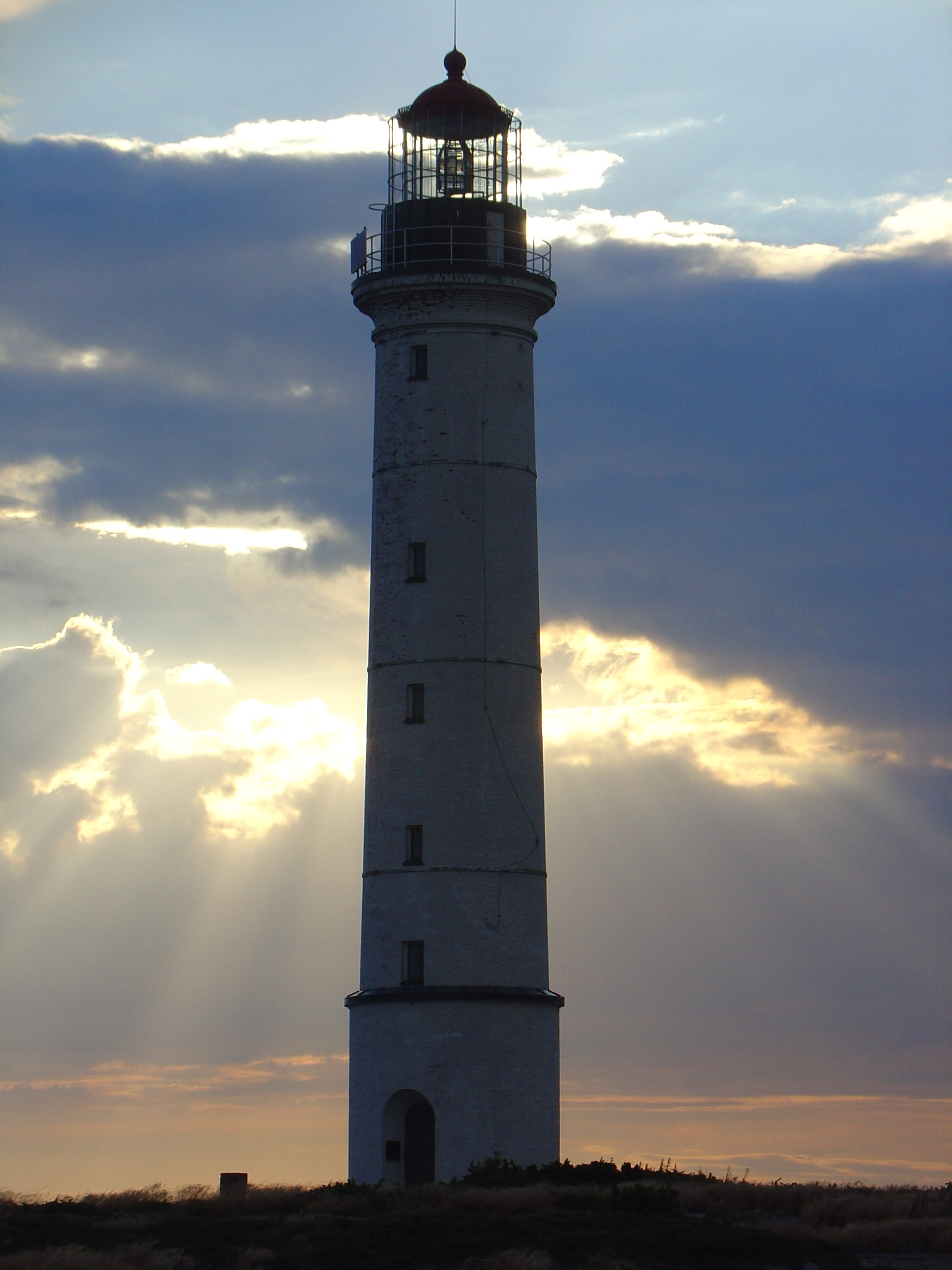
Sälskär

## Fritid och rekreation
I kommunen finns Hammarvallen med utomhusgym och fotbollsplan. Vandringsleden Sadelinleden går genom området. En 18-håls discgolfbana planeras vara färdig sensommaren 2024.

## Utbildning
Kommunen driver Näfsby skola med undervisning för årskurserna 1–6.

## Näringsliv
Företag i kommunen verkar inom bygg, verkstad, turism, livsmedel, lantbruk, skogsbruk och handel.

## Kommunikationer
Det finns bussförbindelser till övriga delar av Åland. En ny cykelväg längs huvudvägen stod klar i juli 2024.

## Demografi

### Befolkningsutveckling
| Befolkningsutvecklingen i Hammarlands kommun 1910–2020         | Befolkningsutvecklingen i Hammarlands kommun 1910–2020 | Befolkningsutvecklingen i Hammarlands kommun 1910–2020 | Befolkningsutvecklingen i Hammarlands kommun 1910–2020 | Befolkningsutvecklingen i Hammarlands kommun 1910–2020 |
| -------------------------------------------------------------- | ------------------------------------------------------ | ------------------------------------------------------ | ------------------------------------------------------ | ------------------------------------------------------ |
|                                                                |                                                        |                                                        |                                                        |                                                        |
| År                                                             |                                                        |                                                        | Folkmängd                                              |                                                        |
| 1910                                                           | 1910                                                   |                                                        | 1 669                                                  |                                                        |
| 1920                                                           | 1920                                                   |                                                        | 1 542                                                  |                                                        |
| 1930                                                           | 1930                                                   |                                                        | 1 338                                                  |                                                        |
| 1940                                                           | 1940                                                   |                                                        | 1 488                                                  |                                                        |
| 1950                                                           | 1950                                                   |                                                        | 1 454                                                  |                                                        |
| 1960                                                           | 1960                                                   |                                                        | 1 202                                                  |                                                        |
| 1970                                                           | 1970                                                   |                                                        | 1 024                                                  |                                                        |
| 1980                                                           | 1980                                                   |                                                        | 1 196                                                  |                                                        |
| 1990                                                           | 1990                                                   |                                                        | 1 233                                                  |                                                        |
| 2000                                                           | 2000                                                   |                                                        | 1 351                                                  |                                                        |
| 2010                                                           | 2010                                                   |                                                        | 1 508                                                  |                                                        |
| 2020                                                           | 2020                                                   |                                                        | 1 599                                                  |                                                        |
| Anm: Uppgifterna avser förhållandena den 31 december varje år. |                                                        |                                                        |                                                        |                                                        |

### Språk
Befolkningen efter modersmål den 31 december 2024:
| Språk    | Antal | Andel (%) |
| -------- | ----- | --------- |
| Totalt   | 1 636 | 100,0     |
| Svenska  | 1 471 | 89,9      |
| Finska   | 54    | 3,3       |
| Rumänska | 54    | 3,3       |
| Lettiska | 23    | 1,4       |
| Engelska | 6     | 0,4       |
| Ryska    | 3     | 0,2       |
| Thai     | 1     | 0,1       |
| Estniska | 1     | 0,1       |
| Övriga   | 23    | 1,4       |